# Thomas Doll
Thomas Doll (Malchin, 1966. április 9. –) keletnémet és német válogatott labdarúgó, edző.

## Pályafutása

### Klubcsapatban

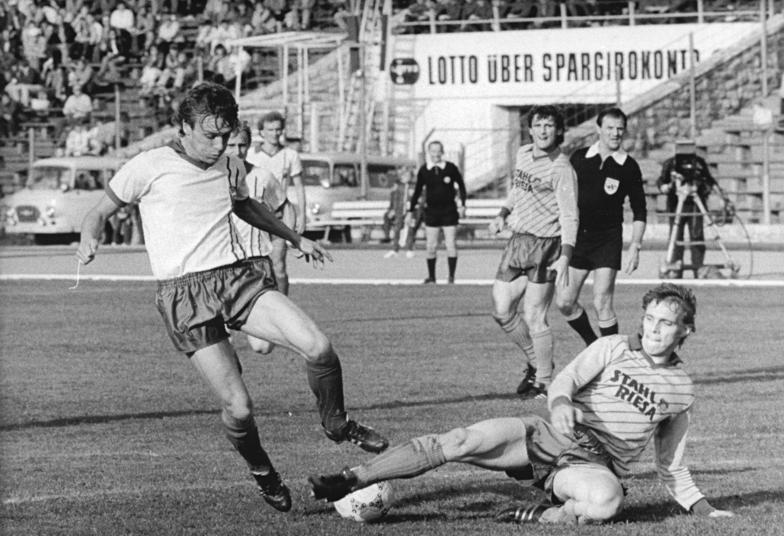
Doll (balra) a Dynamo Berlin játékosaként (1987)

Thomas Doll fiatalon szülővárosában a BSG Lok Malchin csapatában kezdett futballozni. Sportkarrierje javára lemondott az érettségiről, majd gépszerelői képesítést szerzett. A Hansa Rostock hamar felfigyelt rá, és 1979-től a rostocki klub játékosa lett. 1983-ban már az elsőosztályú bajnokságban is bemutatkozhatott, ahol csatárként lépett pályára. 1986-ig volt a mecklenburgi csapat alkalmazásában, majd amikor az kiesett az első osztályból, a berlini Dynamo szerződtette, melynek színeiben 99 mérkőzésen 39 gólt szerzett. Az ország újraegyesítése után a Hamburg játékosa lett. A jól sikerült bundesligás bemutatkozás után leigazolta az olasz Lazio. Az átigazolási összeg (15 millió német márka) rekordnak számított. Három év múlva visszatért Németországba és az Eintracht Frankfurt játékosa lett. Az ott töltött két év alatt sérülések miatt csak 28 mérkőzést játszhatott. Ezt követően újra Olaszországba, a Barihoz igazolt, majd 1998-ban visszatért a Hamburghoz, ahol 2001-ben befejezte játékosi pályafutását. Sérülései miatt karrierje utolsó három évében egyetlen bajnoki mérkőzést sem játszott végig.

### A válogatottban
1986 és 1990 között az NDK válogatottjában 29 mérkőzésen 7 gólt szerzett. Első válogatott mérkőzése 1986. március 26-án, a görögök elleni 2-0-s vereség volt. Első válogatott gólját 1987. június 3-án, az izlandiak elleni 6-0-s mérkőzésen szerezte.
A német válogatottban 18 alkalommal lépett pályára. 1991 és 1993 között egyetlen gólt szerzett: 1991. október 16-án Wales ellen volt eredményes. 1992-ben részt vett a svédországi Európa-bajnokságon és a csapattal ezüstérmet szerzett.

## Góljai a keletnémet válogatottban
| #        | Dátum                | Ellenfél | Eredmény | Kiírás              | Esemény        |
| -------- | -------------------- | -------- | -------- | ------------------- | -------------- |
| 1.       | 1987. június 3.      | Izland   | 6 – 0    | Eb-selejtező        | 49' 77'        |
| 2.       | 1987. szeptember 23. | Tunézia  | 2 – 0    | barátságos mérkőzés | 46' 52'        |
| 3.       | 1989. szeptember 6.  | Izland   | 3 – 0    | Vb-selejtező        | 65'            |
| 4. és 5. | 1989. október 25.    | Málta    | 4 – 0    | barátságos mérkőzés | 10' 32' 46'    |
| 6.       | 1990. április 25.    | Skócia   | 1 – 0    | barátságos mérkőzés | 73 (11-esből)' |
| 7.       | 1990. május 17.      | Brazília | 3 – 3    | barátságos mérkőzés | 48'            |

## Góljai a német válogatottban
| #  | Dátum             | Ellenfél | Eredmény | Kiírás       | Esemény |
| -- | ----------------- | -------- | -------- | ------------ | ------- |
| 1. | 1991. október 16. | Wales    | 4 – 1    | Eb-selejtező | 73' 78' |

### Edzőként

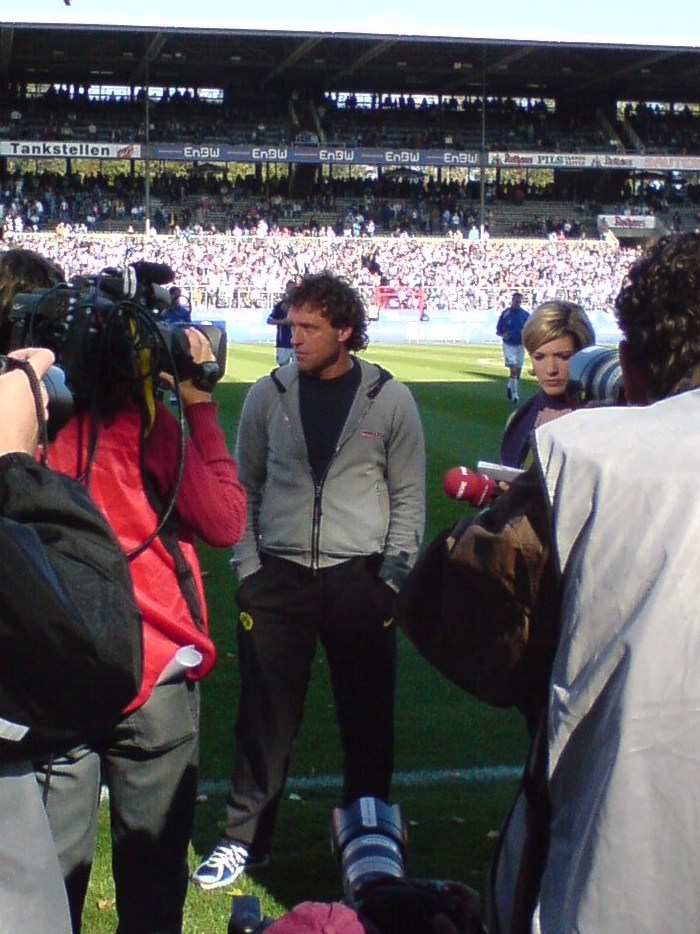
Thomas Doll a Borussia Dortmund edzőjeként

2002-ben a HSV második csapatának edzője lett, majd 2004 októberében a leköszönő Klaus Toppmöller utódja lett az első csapatnál. A gyenge bajnoki rajt után (utolsó hely) látványosan feljavította a csapat idegenbeli játéka. A 2005-2006-os bajnokságban harmadik lett, és az Intertotó-kupán keresztül bejutott az UEFA-kupába. Miután 2006 nyarán néhány jelentős játékos elhagyta a csapatot, a Bajnokok Ligája-kvalifikáció ellenére hanyatlás következett be a 2006-2007-es bajnoki évadban. 2007 februárjában a HSV 19 mérkőzésen csak 15 pontot szerzett, ezért a klub menesztette Dollt.
2007. március 13-án a lemondó Jürgen Röbert váltotta a Borussia Dortmund kispadján. A kiesés ellen küzdő dortmundiakkal végül 10. lett, annak ellenére, hogy a Schalke elleni derbit megnyerve, az utolsó forduló előtt még az Intertotó-kupában való indulást érő helyen állt a csapat. A 2007-2008-as bajnokság őszi fordulóit újra a 10. helyen zárta csapatával. Ennek ellenére a klubvezetés 2008 januárjában kétéves szerződéshosszabbítást írt alá.
A bajnoki évadot a Borussia végül a 13. helyen fejezte. Miután sikerült a Német Kupa döntőjébe vezetnie a csapatot felajánlotta lemondását, melyet a vezetőség elfogadott.
2009 júniusában az ankarai Gençlerbirliği edzője lett. A török csapatnál 16 hónap múlva, 2010 októberében menesztették. Bár a klub felbontotta Doll szerződését, a soron következő edzést mégis ő vezette le, mivel a felajánlott kárpótlást túl kevésnek találta. Miután a két fél megegyezett az összegben (410 000 €) Doll végleg befejezte tevékenységét az ankarai csapatnál.
2011 júliusától a szaúdi el-Hilál vezetőedzője lett, de a klub sportigazgatójával való vitája miatt 2012 januárjában lemondott posztjáról.
A Ferencváros 2013. december 18-án jelentette be, hogy megállapodott a német szakemberrel, aki Ricardo Moniz helyét foglalja el a kispadon. Ferencvárosi karrierje során a magyar bajnokság csúcsára ért, az összes létező díjat - Magyar Bajnoki cím, Magyar Kupa, Ligakupa, Szuperkupa - elhódította a zöld-fehér egyesülettel. Munkája elismeréséül "Az év NB I-es edzője" díjat vehette át 2016 májusában az MLSZ Rangadó Díjátadó gálán. 2016. május 7-én, az Újpest FC ellen ismét megnyerte a kupát. A 2016–2017-es szezonban negyedik, a 2017–2018-as bajnokságban második lett csapatával, amely 2017-ben egymást követő harmadik alkalommal nyert Magyar Kupát.
2018. augusztus 21-én közös megegyezéssel szerződést bontott a klubbal. Ekkor Nebojša Vignjević után a második legrégebb óta hivatalban lévő vezetőedző volt a magyar élvonalban. Doll 190 tétmérkőzésen ült a zöld-fehér klub kispadján, 113 győzelmet, 44 döntetlent és 33 vereséget ért el a csapattal.
2019 januárjában a kieső helyen álló Hannover 96 vezetőedzője lett. A Bundesliga-csapat éléről az előző vezetőedző, André Breitenreiter a  Borussia Dortmund elleni 5-1-es vereséget követően távozott. A csapat azonban Doll irányítása alatt kiesett a Bundesligából, ezért fél év után szerződést bontottak vele, 2019 augusztusától a ciprusi APÓEL vezetőedzője ahonnan decemberben a gyengébb bajnoki szereplés miatt annakl ellenére menesztették, hogy az Európa-liga csoportkörébe, majd a legjobb 32 közé juttatta a csapatot.

## Sikerei, díjai

### Játékosként
- Keletnémet bajnok:
  - Dynamo Berlin: 1986-1987, 1987-1988
- Keletnémet Kupa:
  - Dynamo Berlin: 1987-1988, 1988-1989
- DFV-Szuperkupa:
  - Dynamo Berlin: 1989

### Edzőként
- HSV Hamburg:
  - Intertotó-kupa: 2005
  - Bundesliga-bronzérmes: 2006
- Borussia Dortmund:
  - Német Kupa-döntős: 2008
- Ferencváros:
  - Magyar bajnok: 2016, 2019
  - Magyar első osztály-ezüstérmes: 2015, 2018
  - Magyar első osztály-bronzérmes: 2014
  - Magyar kupa-győztes: 2015, 2016, 2017
  - Magyar ligakupa-győztes: 2015
  - Magyar szuperkupa-győztes: 2015

### Egyéni
- 2005-ben a Kicker Az év embere kitüntetéssel díjazta
- 2016-ban az MLSZ Rangadó Díjátadó gálán "Az év NB I-es edzője" díjat vehette át

## Edzői statisztikái
2019. december 9-én lett frissítve.
| Csapat            | –tól               | –ig                 | Mérleg | Mérleg | Mérleg | Mérleg | Mérleg | Mérleg |
| Csapat            | –tól               | –ig                 | M      | GY     | D      | V      | GY %   |        |
| ----------------- | ------------------ | ------------------- | ------ | ------ | ------ | ------ | ------ | ------ |
| Hamburger SV II   | 2002. december 29. | 2004. október 17.   | 79     | 29     | 23     | 27     | 36,71  |        |
| Hamburger SV      | 2004. október 17.  | 2007. február 1.    | 111    | 53     | 24     | 34     | 47,75  |        |
| Borussia Dortmund | 2007. március 13.  | 2008. május 19.     | 49     | 20     | 11     | 18     | 40,82  |        |
| Gençlerbirliği    | 2009. július 1.    | 2010. július 17.    | 43     | 18     | 12     | 13     | 41,86  |        |
| el-Hilál          | 2011. július 22.   | 2012. január 22.    | 18     | 12     | 4      | 2      | 66,67  |        |
| Ferencváros       | 2013. december 18. | 2018. augusztus 21. | 190    | 113    | 44     | 33     | 59,47  |        |
| Hannover 96       | 2019. január 27.   | 2019. május 28.     | 15     | 3      | 1      | 11     | 20,00  |        |
| APOEL             | 2019. augusztus 8. | 2019. december 9.   | 15     | 8      | 4      | 3      | 53,33  |        |
| összesen          | összesen           | összesen            | 520    | 256    | 123    | 141    | 49,23  |        |

## Családja
Doll második feleségétől külön él, két házasságából egy-egy lánya van.